# Ovindoli
Ovindoli (em abruzzês: Dvinnërë) é uma vila e comuna italiana da região dos Abruzos, no centro da Itália, província de Áquila, com cerca de 1 200 habitantes. Estende-se por uma área de 58 km², tendo uma densidade populacional de 21 hab/km². Faz fronteira com Aielli, Avezzano, Celano, Massa d'Albe, Rocca di Mezzo, Secinaro. Perto de Roma, é um resort para esportes de verão e inverno, incluindo caminhadas, ciclismo, atividades equestres e esqui alpino e cross-country.

## Geografia
Ovindoli fica nas montanhas dos Apeninos de Abruzzo, dentro do parque regional de Sirente-Velino.

## História
Ovindoli tornou-se conhecido como um destino popular para esqui alpino após a Primeira Guerra Mundial, mas foi somente em 1959 que a montanha virou uma estação de esqui moderna (na época chamava-se Valturvema). Durante a temporada de 1961-62, os teleféricos começaram a operar e as trilhas foram expandidas. Charles Rogers, um americano que trabalhava na época na Embaixada dos Estados Unidos em Roma, atuou como presidente da sociedade que trabalhou para desenvolver ainda mais a área como uma estação de esqui e supervisionou as atividades de expansão. Em 1994, a estação de esqui mudou de administração e foi batizada de Monte Magnola e modernizada com novas trilhas e teleféricos.

## Cidades geminadas
A cidade foi geminada com a cidade de Tarxien, Malta. 

## Demografia
| Variação demográfica do município entre 1861 e 2011                               |
|                                                                                   |
| Fonte: Istituto Nazionale di Statistica (ISTAT) - Elaboração gráfica da Wikipedia |